# Sokoto (fiume)
Il Sokoto (precedentemente noto come Gulbi 'n Kebbi) è un fiume nel nord-ovest della Nigeria e un affluente del Niger.
La sorgente del fiume è vicino a Funtua nel sud dello Stato di Katsina. Scorre verso nord-ovest passando per Gusau nello Stato di Zamfara, dove la diga di Gusau forma un bacino idrico che rifornisce la città di acqua. Più a valle il fiume entra nello Stato di Sokoto, dove attraversa la città di Sokoto e si unisce al Rima, quindi volge a sud e scorre attraverso Birnin Kebbi nello Stato di Kebbi. Circa 120 chilometri a sud di Birnin Kebbi raggiunge la confluenza con il Niger.
Le pianure attorno al fiume sono ampiamente coltivate, ed è utilizzato come fonte di irrigazione. È anche un importante mezzo di trasporto. La diga di Bakolori, a circa 100 chilometri a monte di Sokoto, è un importante bacino idrico, e ha avuto un impatto significativo sulla coltivazione delle pianure alluvionali a valle.